# McKinley Dixon
McKinley Dixon (né le 28 octobre 1995) est un rappeur et chanteur américain originaire de Richmond, en Virginie,.

## Biographie
McKinley Dixon est né en 1995 à Annapolis, Maryland. Il grandit entre sa ville natale et la Jamaïque. Il trouve  son foyer spirituel et son inspiration musicale à New York.

## Discographie

### Albums studio
- 2017 - Who Taught You to Hate Yourself? (Wadada Records)
- 2018 - The Importance of Self Belief (Citrus City Records)
- 2021 - For My Mama and Anyone Who Look Like Her (Spacebomb Records)
- 2023 - Beloved! Paradise! Jazz!? (City Slang)
- 2025 - Magic, Alive! (City Slang)